# Divisor de zero
En matemàtiques, un divisor de zero és un element d'un anell que, tot i ser diferent de zero, en multiplicar-lo per un altre element també diferent de zero pot donar zero (depenent de quin sigui aquest altre element).
No tots els anells tenen divisors de zero, per exemple l'anell dels nombres enters no té divisors de zero (no hi ha cap nombre enter diferent de zero que multiplicat per un altre nombre enter diferent de zero pugui donar zero). Els anells que no tenen divisors de zero es diuen íntegres.

## Definició formal
Sia (A, +, ⋅) un anell i a un element de l'anell tal que {\displaystyle a\neq 0_{A}}, on 0A és l'element neutre de la suma (+).
Es diu que a és un divisor de zero per l'esquerra en A si i només si
{\displaystyle \exists b\in A,b\neq 0_{A},a\cdot b=0_{A}}
Es diu que a és un divisor de zero per la dreta en A si i només si
{\displaystyle \exists c\in A,c\neq 0_{A},c\cdot a=0_{A}}
Es diu que a és un divisor de zero en A si i només si a és un divisor de zero per la dreta i per l'esquerra en A. Fixeu-vos que l'anell pot no ser commutatiu i pot ser que no tots els divisors de zero per un costat ho siguin també per l'altre.
Un element de A que no és pas divisor de zero s'anomena regular.
Un divisor de zero no pot ser invertible, en particular, cap anell que admeti algun divisor de zero no pot ser un cos. En efecte, sia a un element d'un anell (A, +, ⋅) que és divisor de zero. Se suposa que a és invertible. Llavors, per definició de divisor de zero, existeix un element b no nul de A tal que a⋅b = 0A, i multiplicant-lo per a−1 per l'esquerra esdevé b = 0A, el que és una contradicció.

## Anell íntegre
Sia (A, +, ⋅) un anell. S'anomena anell íntegre si i només si conté més elements a banda de l'element neutre i no admet cap divisor de zero.

## Exemples

### Nombres entersireals
L'anell {\displaystyle \mathbb {Z} } dels enters no conté cap divisor de zero, així com el cos dels nombres racionals, o reals, o complexos (en general qualsevol cos).

### Anell decongruències sobre els enters
A l'anell {\displaystyle \mathbb {Z} /6\mathbb {Z} }, la classe de 4 és un divisor de zero, ja que 4⋅3 és congruent amb 0 mòdul 6, mentre que ni 3 ni 4 no són congruents amb 0 mòdul 6.
Més en general, a l'anell {\displaystyle \mathbb {Z} /n\mathbb {Z} }, els divisors de zero són exactament les classes mòdul n dels enters que no són coprimers amb n. Aquesta afirmació és una simple reformulació de la identitat de Bézout.

### Matrius
L'anell {\displaystyle {\mathcal {M}}_{2\times 2}(\mathbb {R} )} de les matrius quadrades sobre el cos dels reals amb de dues files i dues columnes té divisors de zero. Per exemple, la matriu
{\displaystyle {\begin{pmatrix}0&1\\0&0\end{pmatrix}}}
és un divisor de zero. En efecte, és no nul·la i es té
{\displaystyle {\begin{pmatrix}0&1\\0&0\end{pmatrix}}^{2}={\begin{pmatrix}0&0\\0&0\end{pmatrix}}.}
Més en general, els divisors de zero per la dreta a {\displaystyle {\mathcal {M}}_{n}(A)} són les matrius de les aplicacions no exhaustives i els divisors de zero per l'esquerra les matrius de les aplicacions no injectives.

### Àlgebra de funcions
El conjunt de les funcions de {\displaystyle \mathbb {R} } en si mateix és un anell que admet divisors de zero. En efecte es pren la funció característica dels racionals així com la funció característica dels irracionals, és clar que aquestes dues funcions són diferents de la funció nul·la, tanmateix el seu producte dona la funció nul·la, ja que tot nombre real és o bé racional o bé irracional, però no les dues coses alhora.
Més en general, si A és una àlgebra, es designa per AX l'àlgebra de les funcions {\displaystyle X\longrightarrow A} on X és un conjunt no buit qualsevol. Els divisors de zero de AX són exactament les funcions no nul·les que admeten zero o un divisor de zero en la seva imatge.